# 算命学
算命学（さんめいがく）は、中国に発祥した干支暦をもとに、年と月と日の干支を出して、人の運命を占う中国占星術、中国陰陽五行を土台とした運命学の一流派であり、伝統を継承しながら日本で学問として大成された。算命術ともいう。なお中国で算命という言葉は「運命を算出する」を意味しており、命理学全般を指す用語である。従って生年月日の干支から人間の特性、運命を推し量ろうとする術を算命学等と呼ぶのは日本独特の用語である。また算命が命理学全般を指すことから中国語圏で算命館というと日本の占い館を指す。

## 算命学
算命学には、命を計算し、それを数字に置き換えてエネルギーを計算する技法も含まれる。これを数理法と言い、宿命のエネルギーを数理によって気図八門に配分して判断をする。
算命学の技法は、陰陽五行による思想学と占術としての運命学の二つの理論と技術を持ち、運命学理論を占術が証明し、占術の技法を陰陽五行の思想学が支えることを土台として、膨大な理論と技術の上に成り立つものである。
その膨大な技法と思想は、十六の理論体系となり十六元法といわれ、この技法を使うと、先祖三代、子孫三代まで占うことができるとされる。このうち、四柱推命が使用しているのは「天法・地法」の二法のみである。
算命学の占術、技法の根幹は、「人」は自然界の一部として、「人」の運勢を自然界に置き換えて運命を分析する技術、思想の体系にある。
算命学思想は「天」「地」「人」三才と陰陽の思想からなり、「人」の運命は、「役目と環境が一致するところにおいては、自然（古代においては神）がその人を必要とする存在となり、役目と環境が一致しないところにおいては、自然はその人を淘汰する」という厳格な判断をする。また、この思想によって、人の運命を予測することができるものとする。この運命を予測する肝に当たるものが、守護神法で五行守護神、調和守護神、調候守護神、方位守護神、三神斉美守護神、十干救道、格法守護神などを使い分けて、忌み神を取るのが特徴である。

## 算命学の歴史
日本のいわゆる算命を学んだ人達は、自分達の術の系統について以下のように伝承しているが、出典や根拠は不明である。
算命学の発祥は、中国春秋戦国時代の鬼谷子に始まるとされている。それは、それまであった陰陽五行思想および、運命予測の技術をまとめた人とされるからである。但し、鬼谷子は、歴史学上は想像上の人物とするのが多数説であり、その実在性を疑問視する向きもある。
鬼谷子については、史記列伝の蘇秦列伝 第九の冒頭に「東へ行って斉の国に師匠を求め、鬼谷先生について学問を習った。」とあり、揣摩の術を完成した。とある。また、史記列伝の張儀列伝 第十の冒頭に「張儀というのは、魏の人である。その始め蘇秦といっしょに鬼谷先生の門人として学問したことがあった…」とある。
蘇秦と張儀は、戦国時代の縦横家であり、張儀は秦の宰相となり、蘇秦は六国合従の宰相となった人である。蘇秦が完成したとされる揣摩の術は、人を意のままに操る神秘的術で、この揣摩の術が算命学の別名とされていたとする説もある。
揣摩の術、算命学は、中国大陸を統一した秦の始皇帝が権力を握ると、秦王朝内部だけの秘伝とし、宮廷の外には一切出さないようになった。
こうして算命学は、王朝お抱えの占い師達によってのみ命脈を保たれる一子相伝の運命学となったのである。そして、国が亡んでも次の王朝に受け継がれていく運命をたどったのである。漢代から隋唐の時代に至って、陰陽五行説は干支五行説として成熟していく中で、算命学は天文暦法を原理として発展している。

### 日本における算命学
第二次世界大戦後の中国で共産党革命が起こり、伝承者であった呉仁和が日本の長崎に亡命した。その算命学の理論は高尾義政に伝承された。ただし高尾義政が長崎において呉仁和から指導を受けていたはずの時期に、占術書の販売・出版で有名であった鴨書店で高尾義政を度々見かけたという、鴨書店の店主・鴨志田の話もある。
高尾義政宗家の自宅で宗家から直門の弟子として算命学を学んだ、清水南穂（明学院学長）・中村嘉男（後の高尾学館校長）・野島和信（後の伝習院学院長）の3名がいる。
また、高尾学館と伝習院で宗家直系、本流の算命学を学んで後に『万象算命学』の創始者となった算命学者・伯耆弘徳（ほうきこうとく）は「算命学は高尾宗家によって創始された。」と語っている。
日本でのいわゆる算命学には、台湾系と日本系があり、台湾系が西川満によって継承され、日本系が高尾義政によって継承されたとされている。西川満の著書に昭和四十七年発行の「天中殺」(講談社)などがある。これは中国北方系算命研究家達によって秘伝として伝承されてきたものが、文化大革命以後に台湾と日本に分裂して伝播された経緯がある。
算命学は、その後日本において高尾義政によって有名となった。高尾義政文学博士の著書は、原典算命学大系ほか複数残されている。
詳細は干支の項目参照
算命学では各年・月・日（・時）に干支が割り振られている暦を用いる。甲 乙 丙 丁 戊 己 庚 辛 壬 癸 を 十干、子 丑 寅 卯 辰 巳 午 未 申 酉 戌 亥 を 十二支、十干の干と十二支の支で「干支」となる。
| 十干 | 読み     | 五行 | 五行 |
| ---- | -------- | ---- | ---- |
| 甲   | きのえ   | 木   | 陽   |
| 乙   | きのと   | 木   | 陰   |
| 丙   | ひのえ   | 火   | 陽   |
| 丁   | ひのと   | 火   | 陰   |
| 戊   | つちのえ | 土   | 陽   |
| 己   | つちのと | 土   | 陰   |
| 庚   | かのえ   | 金   | 陽   |
| 辛   | かのと   | 金   | 陰   |
| 壬   | みずのえ | 水   | 陽   |
| 癸   | みずのと | 水   | 陰   |

| 十二支 | 読み方 |
| ------ | ------ |
| 子     | ね     |
| 丑     | うし   |
| 寅     | とら   |
| 卯     | う     |
| 辰     | たつ   |
| 巳     | み     |
| 午     | うま   |
| 未     | ひつじ |
| 申     | さる   |
| 酉     | とり   |
| 戌     | いぬ   |
| 亥     | い     |

各人の生年月日から陰占を、そこから陽占（＝人体星図）を割り出す。陽占では個人の性格などを表す十大主星と人生の諸段階の運命を暗示する十二大従星をみることができる。
| 生 日               | 生 月         | 生 年           |
| 干＝核 支＝右・左足 | 干＝腹 支＝足 | 干＝頭 支＝肩   |
| 蔵 干＝右・左手     | 蔵 干＝核     | 蔵 干＝左・右手 |

|                   | 頭 (親・目上)   | 左・右肩 (初年期)   |
| 右・左手 (配偶者) | 胸 (自分自身)   | 左・右手 (兄弟姉妹) |
| 右・左足 (晩年期) | 腹 (子供・目下) | 左・右足 (壮年期)   |

手、肩、足の左右はおそらく諸派があって統一されていないが、1つだけある肩は普通向かって右側に配置されるようである。なお、肩は初年期、肩の下の足を壮年期、反対側を晩年期、肩がある方の手を兄弟姉妹・友人、ない方を配偶者と考えれば間違うことはないと思われる。これは、紫微太一を中心に自転軸の動きに従って気の流れを読み取ることが原則になっている。この原意は、皇帝を国家の象徴とみなす算命学の伝統に則ったものであり、皇帝の人体図から国家の命運を判断していた算命学家の伝統を今に伝えてる。
日の干支は、次のようになる。
|       | 生 日 | 生 月 | 生 年 |
| 干 支 | 癸 酉 | 甲 午 | 丙 戌 |
| 蔵 干 | 辛    | 己    | 辛    |

|        | 司禄星 | 天堂星 |
| 龍高星 | 車騎星 | 龍高星 |
| 天胡星 | 調舒星 | 天馳星 |

また後天運では、十大主星や十二大従星を総合的に判断し、大運では変剋律を見るのが特徴で、算命学では神殺を使用しないで、位相法を重要視している。そもそも算命学は、旺相休囚死の強弱や位相法の立体原理を基本としているため、月の潮汐や太陽の運行や季節の巡りを重要視しているので、時柱・神殺・空亡の解釈において四柱推命との相違が見られる。

## 諸概念

### 十大主星
貫索星（かんさくせい）
石門星（せきもんせい）
鳳閣星（ほうかくせい）
調舒星（ちょうじょせい）
禄存星（ろくぞんせい）
司禄星（しろくせい）
車騎星（しゃきせい）
牽牛星（けんぎゅうせい）
龍高星（りゅうこうせい）
玉堂星（ぎょくどうせい）

### 十二大従星
天報星（てんぽうせい）
天印星（てんいんせい）
天貴星（てんきせい）
天恍星（てんこうせい）
天南星（てんなんせい）
天禄星（てんろくせい）
天将星（てんしょうせい）
天堂星（てんどうせい）
天胡星（てんこせい）
天極星（てんきょくせい）
天庫星（てんこせい）
天馳星（てんそうせい）

### 天中殺
戌亥天中殺
申酉天中殺
午未天中殺
辰巳天中殺
寅卯天中殺
子丑天中殺